# Franklin Congo
Franklin Congo (n. Ibarra, Ecuador; 14 de octubre de 1988) es un árbitro de fútbol ecuatoriano. Es árbitro internacional FIFA desde 2019.

## Trayectoria
Franklin Congo Viteri es un árbitro ecuatoriano que nació en la ciudad de Ibarra en octubre de 1988, es el primer árbitro imbabureño en la historia del arbitraje ecuatoriano en obtener la escarapela FIFA. Ha dirigido varios partidos nacionales e internacionales, debutó en el año 2016 y es internacional FIFA desde 2019, así ha dirigido varios partidos de Copa Conmebol Libertadores, Copa Conmebol Sudamericana, de igual manera ha dirigido varios partidos en el Campeonato Ecuatoriano de Fútbol y Copa Ecuador.
Ha sido designado para impartir justicia en algunos partidos importantes en el fútbol ecuatoriano como fue el clásico del astillero de 2019 y la final de la Copa Pepsi Alberto Spencer.
En la temporada 2015, estuvo envuelto en polémica con el director técnico argentino Carlos Ischia, quien en ese entonces dirigía a Sociedad Deportiva Aucas.

## Internacional
En el plano internacional tuvo su primera participación en 2019, en el Campeonato Sudamericano Sub-15 que se disputó en Paraguay, Campeonato Sudamericano Sub-17 que se disputó en Perú, en la Copa Sudamericana y en el Torneo Preolímpico que se desarrolló en Colombia en 2020.

### Participaciones en Campeonatos Sudamericanos
| Campeonato Sudamericano de Fútbol Sub-15 de 2019 – Paraguay | Campeonato Sudamericano de Fútbol Sub-15 de 2019 – Paraguay | Campeonato Sudamericano de Fútbol Sub-15 de 2019 – Paraguay | Campeonato Sudamericano de Fútbol Sub-15 de 2019 – Paraguay | Campeonato Sudamericano de Fútbol Sub-15 de 2019 – Paraguay | Campeonato Sudamericano de Fútbol Sub-15 de 2019 – Paraguay | Campeonato Sudamericano de Fútbol Sub-15 de 2019 – Paraguay | Campeonato Sudamericano de Fútbol Sub-15 de 2019 – Paraguay |
| Fecha                                                       | Partido                                                     | Sede                                                        | Fase                                                        | Amonestado                                                  | Otorgado · Otorgado otra vez · Expulsado                    | Expulsado                                                   | Anotado · Penal                                             |
| ----------------------------------------------------------- | ----------------------------------------------------------- | ----------------------------------------------------------- | ----------------------------------------------------------- | ----------------------------------------------------------- | ----------------------------------------------------------- | ----------------------------------------------------------- | ----------------------------------------------------------- |
| 25 de noviembre de 2019                                     | Venezuela 1 – 1 Brasil                                      | Luque                                                       | Fase de grupos                                              | 2                                                           | 0                                                           | 0                                                           | 0                                                           |
| 29 de noviembre de 2019                                     | Colombia 1 – 0 Bélgica                                      | Luque                                                       | Fase de grupos                                              | 4                                                           | 0                                                           | 0                                                           | 0                                                           |
| 5 de diciembre de 2019                                      | Argentina 4 – 2 Colombia                                    | Luque                                                       | Fase de grupos                                              | 3                                                           | 2                                                           | 0                                                           | 1                                                           |
| Campeonato Sudamericano de Fútbol Sub-17 de 2019 – Perú     |                                                             |                                                             |                                                             |                                                             |                                                             |                                                             |                                                             |
| Fecha                                                       | Partido                                                     | Sede                                                        | Fase                                                        | Amonestado                                                  | Otorgado · Otorgado otra vez · Expulsado                    | Expulsado                                                   | Anotado · Penal                                             |
| 26 de marzo de 2019                                         | Colombia 1 – 2 Uruguay                                      | Lima                                                        | Fase de grupos                                              | 3                                                           | 0                                                           | 0                                                           | 1                                                           |
| Torneo Preolímpico Sudamericano Sub-23 de 2020 – Colombia   |                                                             |                                                             |                                                             |                                                             |                                                             |                                                             |                                                             |
| Fecha                                                       | Partido                                                     | Sede                                                        | Fase                                                        | Amonestado                                                  | Otorgado · Otorgado otra vez · Expulsado                    | Expulsado                                                   | Anotado · Penal                                             |
| 25 de enero de 2020                                         | Bolivia 3 – 2 Uruguay                                       | Armenia                                                     | Fase de grupos                                              | 3                                                           | 0                                                           | 0                                                           | 1                                                           |

## Estadísticas
| Competición                                                                | Organizador | Años  | PD  | Amonestado | Prom. | Expulsado | Prom. |
| -------------------------------------------------------------------------- | ----------- | ----- | --- | ---------- | ----- | --------- | ----- |
| Serie A de Ecuador                                                         | FEF–LigaPro | 2016– | 120 | 622        | 5,18  | 63        | 0,52  |
| Serie B de Ecuador                                                         | FEF–LigaPro | 2019– | 9   | 32         | 3,55  | 4         | 0,44  |
| Copa Ecuador                                                               | FEF         | 2022– | 2   | 8          | 4     | 0         | 0     |
| Supercopa de Ecuador                                                       | FEF         |       | 0   | 0          | 0     | 0         | 0     |
| Copa Conmebol Libertadores                                                 | Conmebol    | 2021– | 2   | 6          | 3     | 0         | 0     |
| Copa Conmebol Sudamericana                                                 | Conmebol    | 2020– | 8   | 31         | 3,87  | 5         | 0,62  |
| Sudamericano Sub-15                                                        | Conmebol    | 2019  | 3   | 9          | 3     | 2         | 0,66  |
| Sudamericano Sub-17                                                        | Conmebol    | 2019  | 1   | 3          | 3     | 0         | 0     |
| Preolímpico Sub-23                                                         | Conmebol    | 2020  | 1   | 3          | 3     | 0         | 0     |
| Total                                                                      | Total       | 2016– | 146 | 714        | 4,89  | 74        | 0,50  |
| Datos actualizados al último partido arbitrado el 31 de diciembre de 2023. |             |       |     |            |       |           |       |